# مردوخ شبيك زيري
مردوخ شبيك زيري (وإسمه أمار أوتو دوب نومون ويقال له أيضا شا بي يك زي ري ومعناه البرير من بذرة مردوخ)، تولى الحكم من 1082-1069 ق م وهو سابع ملوك سلالة إيسن الثانية و سلالة بابل الرابعة، حكم لمدة 13 سنة، علاقاته بالملك مردوخ نادين أهي الذي خلفه غير معروفة بالضبط . خلال حكمه عاصر الملكين الاشوريين تغلث فلاسر الأول وآشور بيل كالا.

## السيرة
خلف هذا الملك مردوخ نادين أهي وألذي ربما يكون والده أو أخوه، بعد مقتله في معركة ضد الآشوريين وبعد أن أسقط الآشوريين مملكة كاردونياش الكاشية في عقرقوف , في عصره بدئت الحرب بين الآراميين والآشوريين , تحالف مردوخ شبيك زيري مع الآراميين وحقق عدة انتصارات وهذا حسب ما يقوله منجم بابلي كلداني لآسرحدون وألذي كان إسمه بيل أوشصيب إذ يذكر لأسرحدون أن كل الممالك ستكون بيد أسرحدون مثلما حصل مع مردوخ شبيك زيري لكن بعض المؤرخين شككوا أن هذا الشخص هو مردوخ شبيك زيري وأنه قد يكون نبوخذ نصر الأول .
حسب الالواح الاثرية والتي تعود لفترة كاندالانو في العصر البابلي الحديث وألتي تعود هذه الألواح لنبو شومو ليشير , وتقول بأنه جدد أبنية المعابد في بلاد بابل وفي مدن أور ونيبور ومناطق أخرى، ويقول بأنه قام بزخرفة المعابد هناك وزينها بالذهب، وتقول الألواح الأثرية بأنه أعاد بناء سور بابل والمسمى بإمغور إنليل .
يبدو هذا الملك إنه عقد في البداية حلف مع الاشوريين مع ملكهم تغلث فلاسر الأول كما فعل سلفه مردوخ نادين أهي وثم نكثوا هذا العهد، حيث تظهر إحدى الألواح أن الملك الاشوري كسر العهد بينهم وقام بمحاربة كدشمان كورياش حاكم ولاية دور كوريغالزو الكاشي، وألتي كانت تابعة لبابل وكان يحكمها مردوخ شبيك زيري، لكن مردوخ شبيك زيري تمكن من صد الهجوم الاشوري بالتعاون مع الكيشيون في دور كوريغالزو , وأعادوا ملك أشور مهزوما .

بعد تذكر الالواح الاثرية إن عدة ملوك حاولوا الاستيلاء على الحكم وحاولوا إبعاد مردوخ شبيك زيري عنه ومن هؤلاء الأشخاص الذين ظهروا ضده سين كابتلي إلاني ابن شمش شوم ليشير و هو حفيد نبوخذ نصر الأول لكنه مردوخ شبيك زيري تمكن من قمع ثورته وثم جاء بعده أشخاص أخرون حاولوا الإستيلاء على الحكم في بابل , لكن في شهر أيار من السنة الثالثة عشر في سنة 1069 ق م من حكم مردوخ شبيك زيري تمكن شخص إسمه أداد أبلا إيدينا وألذي تعود أصوله لسلالة القطر البحري الإستيلاء على الحكم في بابل , أما مصير مردوخ شبيك زيري غير معروف.

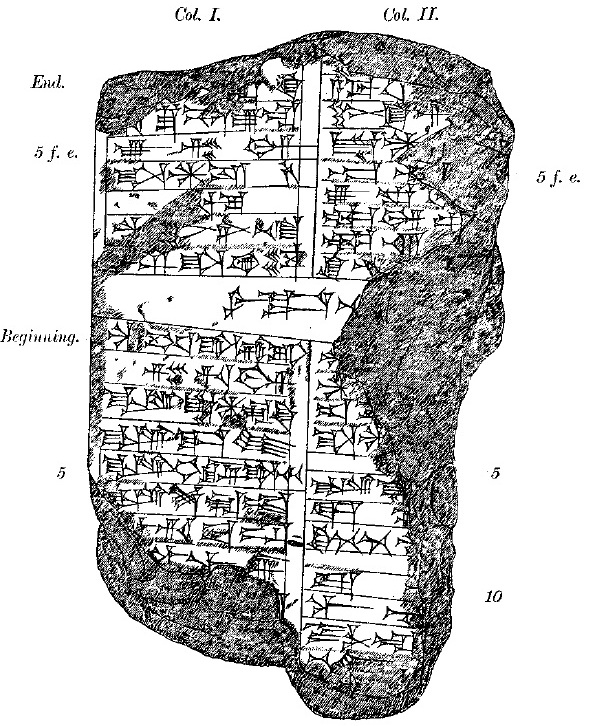
مردوخ شبيك زيري